# جورج نيلسون ألين
جورج نيلسون ألين (بالإنجليزية: George Nelson Allen)‏ هو ملحن وجيولوجي أمريكي، ولد في 7 سبتمبر 1812، وتوفي في 9 ديسمبر 1877.

## وصلات خارجية
- جورج نيلسون ألين على موقع ميوزك برينز (الإنجليزية)
- جورج نيلسون ألين على موقع ديسكوغز (الإنجليزية)